# Groupe Bigard
Groupe Bigard er en fransk kødproducent. Deres produkter omfatter oksekød, lammekød og svinekød. Selskabet blev etableret som Société commerciale des viandes af Jean-Paul Bigard i 1968. I 1974 blev det til Groupe Bigard. Jean-Paul Bigard ejer 90 % af virksomheden.